# Josip Antun Kraljić
Josip Antun Kraljić (Dubašnica, otok Krk, 14. ožujka 1877. – Mali Lošinj, 3. rujna 1948.) je bio hrvatski književnik i sakupljač usmenog narodnog blaga (prije svega zagonetke i pjesme).
Hrvatski preporoditelj s Krka. Dio skupine krčkih svećenika ali i svjetovnjaka koji su djelovali u preporodnom pokretu na političkoj, duhovnoj i književnoj sceni.

## Životopis
Rođen u Dubašnici na Krku. Školovao se u Rijeci (srednja škola) i Kopru (učiteljska škola). Posao je našao u Istri, gdje je radio kao učitelj. Taj rad je ostavio traga na njegovom stvarateljskom opusu. Pokrenuo 1906. i uređivao list za djecu i mladež Mladi Istran.
Potom je otišao u Argentinu, gdje je boravio od 1908. do 1910. Angažirao se u buđenju i čuvanju nacionalne svijesti među hrvatskim iseljenicima. Uređivao je novine Materinska riječ, koje su izlazile u argentinskom Rosariju i listove za mladež. Tematski su mu djela okrenuta Istri, ali i dječjim temama.

## Djela
Zbirke pjesama, priča i pouka za djecu:
- Istranke
- Sokolke
- Suze Istre
- Za našu djecu